# Guillaume Méchin
Pour les articles homonymes, voir Méchin.
Guillaume Méchin  nommé parfois Meschin, né en Navarre (?) et mort en 1328 en Avignon, est un prélat français du XIVe siècle, qui fut successivement évêque de Pampelune, évêque de Troyes et évêque de Dol. 

## Biographie
Il fut en premier lieu notaire du Pape et conseiller du Roi. Initialement vicaire général de l'évêque de Lectoure Pierre de Ferrières qui réside dans le royaume de Naples, il est remarqué par le pape Jean XXII qui le fit nonce et l'envoya dans le royaume de Sicile pour tenter de trouver une paix entre les rois Robert d'Anjou et Frédéric II de Sicile qui se disputaient le royaume. Il accompagna ensuite le légat Gosselin pour aider Philippe V à trouver la paix avec les Flamands. Membre du conseil Royal, il est nommé évêque de Pampelune en 1315. Transféré sur le siège épiscopal de Troyes le 2 mars 1317, il demeure un diplomate du souverain-pontife et réside le plus souvent à Avignon. Il est néanmoins transféré sur le siège de Dol en Bretagne en 1324 et meurt à Avignon en 1328.

## Source
- Notice sur les archevêques de Sens et les évêques d'Auxerre, Sens, 1855.
- Jean Charles Courtalon-Delaistre, Topographie historique de la ville et du diocèse de Troyes, vol. 1, Veuve Gobelet à Troyes & Antoine Fournier à Paris, 1793,  p369.